# KIKKUN-MK-II
KIKKUN-MK-II（キックンマークツー、1983年5月6日 - ）は、日本のゲーム実況者、音楽家である。ゲーム実況・音楽ユニット「M.S.S Project」のメンバーである。愛称きっくん。身長178cm、血液型AB型。イメージカラーは黄色。

## 略歴
少年時代はスポーツが好きで音楽にはあまり興味がなかったが、母親の影響もありLUNA SEAばかりを聴いており、高校2年生のときにギターを始めた。音楽の専門学校では、FB777と隣の席になったことが「不幸の始まり」 で、音楽の趣味が全く合わないにもかかわらず意気投合し、卒業後も一緒にゲームをするなど交友が続いた。
2009年にFB777と音楽活動するにあたってM.S.S Projectを結成。同年9月9日にFB777と一緒に『Halo 3: ODST』の実況動画をニコニコ動画に投稿する。9月29日、FB777の高校時代からの友人であったあろまほっととeoheohを交え、4名での動画投稿を開始。
2021年3月10日、YouTubeにて自身の個人チャンネル「きっくんの夏休み」を開設。
2021年9月8日、M.S.S Projectメンバー全員が所属事務所から退所することを発表し、YouTubeの新公式チャンネルを立ち上げた。きっくんも自身のYouTube個人チャンネル「きっくんちゃんねる」を新たに開設し、以降はソロでの配信時にこのチャンネルを使用している。

## 人物
同グループのメインコンポーザー、ライブではギター＆ボーカルを担当。その他にブログ管理などの広報担当でもある。FB777の楽曲にギターアレンジを行うこともある。中二病トークが特徴である。
名前の由来は昔から「きっくん」と呼ばれていたため、そのまま「KIKKUN」を使い「MK-II」を後ろに付けた。メンバーの中で唯一顔出しをしている。

## 著書
- 「堕天使のレシピ KIKKUN in kitchen」（2014年12月24日）
- 「堕天使のレシピ KIKKUN in kitchen 2 」（2015年12月24日）